# Under the Sun
Under the Sun was een Amerikaanse muziekgroep op het gebied van progressieve rock richting progressieve metal.
Nadat de band in 1998 een muziekcassette onder eigen beheer onder de titel Under the Sun had uitgebracht met drie tracks, mocht de band een album opnemen voor het niche-platenlabel Magna Carta Records. Het album werd gemixt door Terry Brown, dan al jarenlang bekend als producer van Rush. Ook dit album kreeg de titel Under the Sun mee. Dat album zou het enige studioalbum van de band blijven. Er volgde in 2005 nog een livealbum, teruggrijpend op het concert voor NEARfest 2001.

## Albums
- Under the Sun (Magna Carta 9041)
  - Musici: Chris Shryack – zang, gitaar, geluidseffecten; Kurt Barabas – basgitaar, baspedalen, achtergrondzang; Matt Evidon – toetsinstrumenten, achtergrondzang; Paul Shkut – drumstel
  - tracks : 1: This golden voyage (7:13, van cassette), 2: Tracer (5:41), 3; Seeing eye god (3:37), 4: Gardens of autumn (5:02, van cassette), 5: Perfect world (5:21), 6: Reflections (5:45), 7: Breakwater (7:34), 8: The time being (10:01), 9: Dream catcher (7;56), 10. From henceforth now and forever (PS 124) (9:16, van cassette)
  - Opnamen vonden plaats in de Entourage Studio in North Hollywood
- Schematism (2005 Progrock 25)
  - Musici: zie boven
  - Tracks: 1: Tracer (6:13), 2: Perfect world (5:49), 3: Dream catcher (8:12), 4: The time being (8:48), 5: Reflections (5:34), 6: This golden voyage (7:27), 7: Souljourner (I am forever) (13:17), 8: Breakwater (8:06), 9: From Henceforth now and forever (PS124) ( 7:50)
  - Opnamen 23 juni 2001, Lehigh University, Bethlehem (Pennsylvania)